# 佩什泰拉鄉
44°11′0″N 28°8′0″E / 44.18333°N 28.13333°E
佩什泰拉鄉（羅馬尼亞語：Comuna Peștera, Constanța），是羅馬尼亞的鄉份，位於該國西南部，由康斯坦察縣負責管轄，面積195平方公里，海拔高度85米，2007年人口3,436，人口密度每平方公里18人。